# برایان مک‌کلیر
برایان جان مک‌کلیر (به انگلیسی: Brian John McClair) (زاده ۸ دسامبر ۱۹۶۳) بازیکن بازنشسته فوتبال و اهل اسکاتلند می‌باشد. وی هم‌اکنون، مدیر آکادمی جوانان باشگاه منچستر یونایتد می‌باشد.